# تفاعل إضافة

تفاعل إضافة الكلور إلى الإيثيلين.

في الكيمياء، تفاعلات الإضافة هي أبسط التفاعلات العضوية حيث يتحد جزيئان أو أكثر لتكوين جزيء أكبر.
وهناك نوعان من الإضافة القطبية:
- إضافة محبة للإلكترونات.
- إضافة محبة للنواة

كما يوجد نوعان لتفاعلات الإضافة غير القطبية:
- إضافة جذر حر.
- تفاعل تنظيم

تفاعلات الإضافة تنحصر على المركبات الكيميائية التي بها ذرات بروابط متعددة:
- الجزيئات التي بها روابط كربون-كربون ثنائية أو ثلاثية.
- الجزيئات التي بها روابط كربون-ذرة متغايرة ثنائية مثل C=O أو C=N.

تفاعلات الإضافة عكس تفاعلات الاستبعاد. ولوهلة، فإن تفاعل الإماهة للألكين, وتفاعلات نزع المياه من الكحول تعتبر زوج إضافة-استبعاد.